# Шоу Кэтрин Тейт
«Шоу Кэтрин Тейт» (англ. The Catherine Tate Show) — британское телевизионное комедийное скетч-шоу авторов Кэтрин Тейт и Эшлин Дитта (англ. Aschlin Ditta).

## Сюжет
Шоу британской комической актрисы Кэтрин Тэйт, которая перевоплощается в людей самого разного характера и внешности. Её персонажи — это женщина, испуганная своей собственной тенью, боевая девочка-подросток, сквернословящая старая леди и многие другие в различных смешных ситуациях.

## Сезоны и серии
«Шоу Кэтрин Тейт» состоит из трех сезонов. В первом сезоне шесть выпусков, во втором и третьем по семь. Также имеются специальные выпуски.

## Главные героини
Все главные роли исполняет Кэтрин Тейт.
Джоанни «Нэн» Тейлор
Старая и вредная старуха. Появляется во всех трёх сезонах. Про неё имеются специальный выпуск «Рождественская история бабули», вышедший на Рождество 2009 года, и отдельный спин-офф под названием «Бабуля Кэтрин Тейт», который на данный момент насчитывает три получасовых эпизода.
Сезоны: 1, 2, 3
Берни
Медсестра — оторва. Больница — для неё не место работы, а место развлечения. В каждом скетче она попадает в новые истории.
Сезоны: 1, 2
Элейн Фиггис
34-летняя женщина. Живет в Йорке и работает в пекарне. Ведет онлайн-переписку. Влюбляется в преступника, каннибала и убийцу Джеремию Уэйнрайта III, приговоренного к казни в Техасе.
Сезоны: 1, 2, 3
Дерек Фей
«Джентльмен» средних лет. Живет со своей пожилой матерью, поскольку «всё ещё не нашел себе подходящей девушки».
Кейт и Элен
Офисные модницы. Работают в одном офисе. Кейт постоянно достаёт Элен с вопросом «Ну, угадай!»
Сезоны: 1, 2
Лорен Купер
Дама Лорен Алисия Мишика Таниша Фелиция Джейн Купер — 15-летняя школьница, типичная чаветта. Её коронные фразы — «Разве меня это беспокоит?» (англ. Am I bovvered? (искажённое слово bothered — «обеспокоенный») и «Посмотри на мое лицо, выглядит ли оно обеспокоенным? Лицо? Обеспокоенным?» (англ. Look at my face, is my face bovvered? Face? Bovvered?) и т. п. В 2006 году фраза Am I bovvered? была признана словом года, и ее включили в Оксфордский словарь английского языка

В первом эпизоде шоу она, так же как и ее друзья — лучшая подруга Лизе Джексон (Ники Уорди) и бойфренд Райан Перкинс (Мэтью Хорн) — спорит со старшими — учителями или автобусными кондукторами. Во втором эпизоде характер Лорен стал еще более вспыльчивым, и если прежде фраза «Am I bovvered?», звучала из ее уст, только если она чувствовала, что поступает неправильно, то теперь принялась оскорблять людей без повода. Ей исполнилось 15 и, по мнению одного из учителей, ей грозит опасность закончить школу без получения аттестата о среднем образовании.

В рождественском выпуске 2005 года Лорен с Лизе и Райаном организовала музыкальную группу, и ребята попытались пробиться в шоу талантов Fame Academy, но их исполнение песни Shut Up группы Black Eyed Peas было раскритиковано телеведущим Ричардом Парком.

В третьем эпизоде все трое работают в бургерной. Лорен находит новый повод для оскорблений в адрес Райана — девушку по имени Келли (Натали Кэссиди) и хочет сделать так, чтобы Райан якобы предложил ей руку и сердце. В финальном эпизоде она должна была выйти замуж за Райана, но тот бросил ее у алтаря, потрясенный поведением Лорен, точнее, ее немузыкальным исполнением песни Селин Дион My Heart Will Go On. Кроме того, она оскорбила служительницу церкви, употребив среди прочего свою коронную фразу и добавив, что бога не существует.

Несмотря на свой достаточно хулиганский имидж, иногда Лорен демонстрирует удивительную эрудированность: она разбирается в таблице Менделеева, знакома с творчеством Шекспира, знает, как произнести свою коронную фразу на британском жестовом языке и даже умеет говорить по-французски.

В ноябре 2005 года скетч с участием Лорен и Райана был показан на 77-м Королевском эстрадном представлении. Райан, увидев, что Лорен смутилась перед аудиторией, сказал, что королева смеялась над ней. Обращаясь к сидящим в королевской ложе, Лорен произнесла другую свою коронную фразу — «Вы относитесь ко мне с неуважением?» (англ. Are you disrespecting me?) после чего, имитируя произношение королевы, сказала: «Это кого-нибудь беспокоит?» (англ. Is one bovvered?). Затем ей позвонили по телефону, и она робко произнесла в трубку: «Привет, да, спасибо». На вопрос о том, кто звонил, она ответила: «Меня только что произвели в дамы».

## Интересные факты
Некоторые персонажи легли в основу российского скетч-шоу «Одна за всех».